# Martti Koskenniemi
Martti Koskenniemi (* 18. März 1953 in Turku) ist ein finnischer Jurist und ehemaliger Diplomat. Er ist seit 1994 Professor für internationales Recht und seit 1997 Direktor des Erik-Castrén-Instituts für internationales Recht und Menschenrechte an der Universität Helsinki. Sein Forschungsinteresse umfasst insbesondere Theorie und Struktur des Völkerrechts sowie dessen historische Entwicklung. Er gilt gegenwärtig aufgrund seiner Veröffentlichungen als einer der führenden Rechtswissenschaftler in diesem Bereich.

## Leben
Martti Koskenniemi wurde 1953 in Turku geboren. Er absolvierte ein Studium der Rechtswissenschaften an der Universität Turku und erwarb dort 1977 den Abschluss LL.B., 1982 den LL.M. und 1989 den Doktorgrad. Von 1978 bis 1994 wirkte er als Rechtsberater verschiedener finnischer Delegationen bei internationalen Konferenzen und Organisationen, unter anderem der Generalversammlung sowie dem Sicherheitsrat der Vereinten Nationen. Von 1991 bis 1992 war er unter anderem mitverantwortlich für die Vertretung Finnlands vor dem Internationalen Gerichtshof im Fall Passage through the Great Belt (Finland v. Denmark). Darüber hinaus war er Repräsentant Finnlands in einer Reihe von internationalen Organisationen und Organen wie beispielsweise der UN-Menschenrechtskommission sowie von 2002 bis 2005 der Völkerrechtskommission der Vereinten Nationen.
Im diplomatischen Dienst war er von 1978 bis 1989 Attaché im finnischen Außenministerium und unter anderem in den Jahren 1979/1980 finnischer Vizekonsul in Marseille. Von 1989 bis 1991 wirkte er als Rechtsberater der ständigen finnischen Mission bei den Vereinten Nationen in New York und anschließend bis 1994 als amtierender Direktor der Abteilung für internationales Recht des Außenministeriums. Seit 1994 ist er Professor für internationales Recht und seit 1997 zusätzlich Direktor des Erik-Castrén-Instituts für internationales Recht und Menschenrechte an der Universität Helsinki. Er war darüber hinaus Gastprofessor an verschiedenen ausländischen Universitäten wie der Universität Paris-Nord (1996), der Universität Cambridge (1997), der Universität Paris-Nanterre (2000), der Universität Paris II Panthéon-Assas (2002), der Université Libre de Bruxelles (Ehrenlehrstuhl „Henri Rolin“, 2003/2004), der Universität Paris 1 Panthéon-Sorbonne (2004) sowie zwischen 1997 und 2007 mehrfach an der New York University, an deren juristischer Fakultät er seit 2002 der Global Faculty angehört.
An der Haager Akademie für Völkerrecht wirkte Martti Koskenniemi 1994 als Studiendirektor für den Bereich des öffentlichen internationalen Rechts, 1996 als Direktor des Forschungszentrums und 2004 als Dozent. Er hat eine Reihe von historiographischen Beiträgen zur Geschichte des internationalen Rechts sowie Arbeiten zu dessen Rolle im Rahmen der internationalen Beziehungen publiziert, von denen das Buch „The Gentle Civilizer of Nations. The Rise and Fall of International law 1870–1960“ als eine der wichtigsten zeitgenössischen Abhandlungen in diesem Bereich angesehen wird. Seine Dissertation, die unter dem Titel „From Apology to Utopia. The Structure of International Legal Argument“ 1989 erstmals veröffentlicht und 16 Jahre später neu aufgelegt wurde, gilt als bahnbrechendes Werk zu Theorie und Struktur des internationalen Rechts sowie als eines der herausragendsten englischsprachigen Bücher, die zu diesem Thema in jüngerer Zeit erschienen sind.

## Auszeichnungen
Martti Koskenniemi wurden 1995 der für Studien zur internationalen Rolle Finnlands vergebene Kekkonen-Preis sowie der Idman-Preis für die beste zwischen 1992 und 1995 in den nordischen Ländern veröffentlichte Arbeit zum internationalen Recht verliehen. Im Jahr 2002 ernannte ihn die Finnische Anwaltsvereinigung zum Rechtswissenschaftler des Jahres. Im gleichen Jahr erhielt er für sein ein Jahr zuvor erstmals veröffentlichtes Buch „The Gentle Civilizer of Nations. The Rise and Fall of International Law 1870–1960“ die Verdiensturkunde der Amerikanischen Gesellschaft für internationales Recht (ASIL Certificate of Merit). Seit 2003 gehört er dem Institut de Droit international und seit 2005 der Akademie von Finnland an. Er wurde 2002 zum Mitglied der Finnischen Akademie der Wissenschaften, 2014 zum korrespondierenden Mitglied der British Academy und 2018 in die American Academy of Arts and Sciences gewählt. Seit 2023 ist Koskenniemi finnischer Akademiker der Wissenschaft.

## Werke (Auswahl)
- International Law Aspects of the European Union. Martinus Nijhoff Publishers, Den Haag 1998, ISBN 90-411-0488-7
- Sources of International Law. Ashgate Publishing, Burlington 2000, ISBN 1-84014-097-6
- The Gentle Civilizer of Nations. The Rise and Fall of International law 1870–1960. Cambridge University Press, Cambridge 2004, ISBN 0-521-54809-8
- From Apology to Utopia. The Structure of International Legal Argument. Neuauflage (Originalausgabe 1989). Cambridge University Press, Cambridge 2005, ISBN 0-521-83806-1
- La politique du droit international. Éditions A. Pedone, Paris 2007, ISBN 2-233-00504-X
- mit David Kennedy: Of Law and the World: Critical Conversations on Power, History, and Political EconomyHarvard University Press, Harvard 2023.